# Julius Kuriakose
Mor Julius Kuriakose (* als Julius Kochupurackal am 6. Juli 1923 in Kuttanad, Alappuzha, Indien; † 9. April 2011 in Manjinikkara, Kerala, Indien) war Erzbischof der Malankara Syrisch-Orthodoxen Kirche innerhalb der Syrisch-Orthodoxen Kirche von Antiochien.

## Leben
Julius Kuriakose studierte im Kloster Manjanikkara Dayaro in Manjinikkara, Kerala. Im Februar 1955 wurde er von Mor Julius Elias zum Korooyo und am 21. Februar 1958 zum Kassisso geweiht. Er war von 1958 bis 1962 in den Kirchengemeinden St. George der Simhasana-Kirche in Perumpilly, der Simahsana-Kirche in Thumpamon und in Mangalore tätig. Von 1962 bis 1984 war er Vikar in St. Mary’s der Simhasana-Kirche in Arthat.
Julius Kuriakose war von 1984 bis 2001 Erster Patriarchen-Sekretär von Ignatius Zakka I. Iwas im Patriarchalvikariat des Apostolischen Stuhles von Antiochien und des ganzen Ostens in Damaskus. Am 22. Dezember 1990 spendete ihm Mor Ignatius Zakka I. Iwas, Patriarch der Syrisch-Orthodoxen Kirche von Antiochien, die Weihe zum Ramban.
1998 wurde er durch die Synode der Syrisch-Orthodoxen Kirche zum Metropoliten der Erzdiözese der Simhasana-Kirche, zugehörig zum Katholikat des Ostens und eine der Diözesen der Syrisch-Orthodoxen Kirche von Antiochien im Patriarchat des Apostolischen Stuhles von Antiochien und des ganzen Ostens, gewählt. Zudem wurde er zum Patrichalvikar der Institution der Simhasana-Kirche des apostolischen Stuhl in Indien ernannt. Die Bischofsweihe spendete ihm am 27. September 1998 Mor Ignatius Zakka I. Iwas.

## Ehrungen
- Doctor of Divinity & Sacred Philosophy der Indo American University of Humanistic Studies, Florida (USA)
- Doktor der Theologie der Diondra Universität, Italien